# Chihiro Suzuki
Chihiro Suzuki (鈴木 千尋 Suzuki Chihiro?) es un seiyū japonés, nacido en la Prefectura de Yamagata, Japón el 17 de febrero de 1977. Su papel debut fue como Soichiro Arima en Kare kano. El actualmente trabaja para Arts Vision y su apodo es "Chi-chan".

## Papeles Importantes

### Anime
- Amaenaideyo!! (Ikkou Satonaka)
- Angel Heart (Liu Xin Hong)
- Angel's Feather (Chris Ousaka)
- Bakugan Battle Brawlers (Shun)
- Busō Renkin (Tsi)
- Cluster Edge (Chrome Team N.º 2)
- Dā! Dā! Dā! (Mizuki Yamamura)
- Kareshi Kanojo no Jijō (Soichiro Arima)
- Desert Punk (Sunabōzu/Kanta Mizuno)
- Di Gi Charat (Ky Schweitzer)
- Elfen Lied (Kohta)
- Fantastic Children (Palza)
- Free! Eternal Summer (Kisumi Shigino)
- Great Dangaioh (Kuya Amagi)
- Haibane Renmei (Hyohko)
- Tottoko Hamutarō (Megane-kun)
- Heroic Age (Mehitaka Pore)
- Ōkiku Furikabutte (Yūto Sakaeguchi)
- The Prince of Tennis (Akira Kamio)
- Pumpkin Scissors (Warrant Officer Machs)
- Rizelmine (Ryunosuke Hojoin)
- Rockman EXE (Elecman)
- Sumomomo Momomo (Hanzō)
- Tales of the Abyss (Luke fon Fabre, Asch the Bloody)

### Videojuegos
- Angel's Feather (Chris Ousaka)
- Apocripha/0 (Platina Pastenr)
- Disgaea 2: Cursed Memories (Tink)
- Disgaea: Hour of Darkness (Vyers)
- Laughter Land (Sergi)
- Star Ocean: First Departure (Tinek Arukena)
- Tales of the Abyss (Luke fon Fabre, Asch the Bloody)
- Tales of the World: Radiant Mythology (Luke fon Fabre)
- Teikoku Sensenki (Ki Syaraku)
- Tokimeki Memorial Girl's Side: 2nd Kiss (Itaru Hikami)
- Zettai Fukuju Meirei (Timo Wilkes)
- Wand Of Fortune (Noel)

### Tokusatsu
- GoGo Sentai Boukenger (Grand Beast Rei)
- Kamen Rider Den-O (Spider Imagin, Clown Imagin)
- Engine Sentai Go-onger (Nigorl zo Arelunbra)